# Xaltipa, Veracruz
Xaltipa är en ort i Mexiko.   Den ligger i kommunen Ilamatlán och delstaten Veracruz, i den sydöstra delen av landet, 160 km norr om huvudstaden Mexico City. Xaltipa ligger 535 meter över havet och antalet invånare är 144.
Terrängen runt Xaltipa är kuperad norrut, men söderut är den bergig. Xaltipa ligger nere i en dal. Runt Xaltipa är det ganska glesbefolkat, med 42 invånare per kvadratkilometer. Närmaste större samhälle är Tecapa, 1,9 km norr om Xaltipa. I omgivningarna runt Xaltipa växer i huvudsak städsegrön lövskog.